# Niall Ferguson
Niall Ferguson (/ˈni:l ˈfɜ:rɡəsən/ ur. 18 kwietnia 1964 w Glasgow) – szkocki profesor historii Uniwersytetu Oksfordzkiego i Uniwersytetu Harvarda. Specjalizuje się w globalnej historii politycznej i gospodarczej czasów nowożytnych. Ceniony analityk sytuacji geopolitycznej świata i konserwatywny komentator, uznawany za jednego z najwybitniejszych współczesnych historyków. Felietonista Bloomberg Opinion. Obecnie zajmuje się pracą badawczą jako Senior Fellow w czołowym amerykańskim think-tanku Hoover Institution przy Uniwersytecie Stanforda oraz programem „Applied History Project” na Uniwersytecie Harvarda. Wspólnie z generałem w stanie spoczynku H.R. McMasterem, byłym doradcą ds. bezpieczeństwa narodowego USA, prowadzi podcast Goodfellows.
Ferguson jest autorem ponad 15 książek, w tym cenionych i popularnych publikacji o historii imperiów brytyjskiego i amerykańskiego – Empire (Imperium) (2003) i Colossus (Kolos) (2004). Wielokrotnie powracał do tematyki związanej z wybuchem I wojny światowej m.in. w 1914: Why the World Went to War (1914: Dlaczego świat poszedł na wojnę, 2005).
W książce War of the World: History’s Age of Hatred, 1914-1989 (Wojna Światowa: Epoka nienawiści, 1914-1989, 2006), przedstawia koncepcję jednej wojny światowej 1914-1945, w której traktat wersalski był – trawestując klasyczną dewizę Clausewitza – jedynie kontynuacją wojny innymi środkami. Ferguson przedstawia też określenie „Epoka Nienawiści” i szuka odpowiedzi na pytania: Dlaczego XX wiek okazał się być najbardziej ponurym i dzikim w dziejach ludzkości? Jak to się stało? Jak mogliśmy to sobie zrobić?
W 2004 roku został wyróżniony na liście 100 najbardziej wpływowych ludzi na świecie miesięcznika Time. W 2008 roku doradzał kampanii prezydenckiej Johna McCaina. Jego wystąpienie „6 zabójczych aplikacji dobrobytu” na konferencji TED z 2011 roku uzyskało ponad 2 miliony wyświetleń. Jest regularnym gościem Światowego Forum Ekonomicznego w Davos.
Jest biografem Henry’ego Kissingera, Jako pierwszy badacz w historii uzyskał dostęp do prywatnego archiwum Kissingera liczącego ponad 8000 dokumentów. Po ponad dziesięciu latach pracy, w 2015 roku ukończył prace nad pierwszą częścią biografii (obejmującą lata 1923–1968).
Wraz z Moritzem Schularickiem ukuł termin „Chimeryka” w odniesieniu do bigemonii USA i Chin. Samo zagadnienie stanowi część jego książki Potęga pieniądza. Finansowa historia świata (rozdział "Od Imperium do Chimeryki").
Ferguson jest zwolennikiem historii kontrfaktycznej (counterfactual history), polegającej na stosowaniu hipotetycznych założeń i próbie odpowiedzi na pytania „co by było gdyby...?”. Swoje podejście zaprezentował w redagowanym przez siebie zbiorze esejów Virtual History: Alternatives and Counterfactuals (1997). Zawarta w książce jego praca Unia Europejska Kaisera: A gdyby Wielka Brytania nie przystąpiła do wojny w sierpniu 1914? (The Kaiser's European Union: What if Britain had "stood aside" in August 1914?) stanowi typowy przykład historii kontrfaktycznej. Metoda stosowana przez Fergusona była jednak niejednokrotnie krytykowana.

## Książki

### Cywilizacja. Zachód i reszta świata
W wydanej w 2011 roku książce Cywilizacja. Zachód i reszta świata (Civilization: The West and the Rest) Ferguson przedstawia swoją wizję historii i próbuje odpowiedzieć na pytanie jak to się stało, że zacofana względem m.in. Chin Europa Zachodnia od XV wieku stawała się światową potęgą, a wpływ cywilizacji Zachodu rozprzestrzenił się na cały glob.
Ferguson zauważa, że obecnie na świecie w prawie każdej dziedzinie życia przeważają Zachodnie wzorce – niezależnie czy chodzi tu o system gospodarczy, instytucje naukowe, kategorie zdrowia, mody, religii czy stylu życia. To co pozwoliło zaściankowi (jak określa Europę Zachodnią XV wieku) zdominować świat na pięćset lat to sześć instytucji, które Ferguson nazywa mianem „zabójczych aplikacji” („killer apps”). Są to:
1. Rywalizacja
2. Nauka
3. Prawo własności
4. Medycyna
5. Społeczeństwo konsumpcyjne
6. Etyka pracy[28].

Metodą, którą Ferguson stosuje w swojej pracy jest podejście do historii Robina George'a Collingwooda polegające w uproszczeniu na połączeniu historii z teraźniejszością, poprzez odtwarzanie jej za pomocą wyobraźni.
Ferguson zauważa jednak, że dominacja Zachodu powoli się kończy, a po niej nastąpić może „nowa epoka Wschodu”. Wskazuje obecne słabości „killer apps” i zadaje tym samym pytanie czy „cywilizację 2.0” („druga zachodnia cywilizacja” po cesarstwie rzymskim) również musi czekać upadek.

### Rynek i ratusz. O ukrytej sieci powiązań, która rządzi światem
W książce Rynek i ratusz. O ukrytej sieci powiązań, która rządzi światem (The Square and Tower: Networks, Hierarchies and the Struggle for Global Power) wydanej pierwotnie w 2017 roku, Ferguson prezentuje swoje spojrzenie na mechanizmy kształtujące świat od starożytności po czasy obecne, wskazując rozmaite sieci powiązań między władzą, a innymi, nieformalnymi wpływami.
W pracy tej korzysta on z prozopografii i konektografii („połączeniografii”) w celu stworzenia sieci połączeń, istotnych historycznie, wpływowych osób. Krytykuje tym samym „tyranię archiwów” ("tyranny of the archives") czyli klasyczną formę historii.
Ze względu na zdolność gatunku ludzkiego do tworzenia sieci, Ferguson sugeruje nawet zmianę nazwy z Homo sapiens na Homo dictyous („człowiek sieciowy”, „network man”).

## Działalność telewizyjna
Książki Fergusona niejednokrotnie adaptowane były jako dokumentalne seriale telewizyjne, w Wielkiej Brytanii dla stacji Channel 4, w USA dla PBS. Część z nich tworzona była przez założoną w 2006 roku (m.in. przez niego samego) firmę produkcyjną Chimerica Media. W 2009 roku serial dokumentalny The Ascent of Money (Potęga pieniądza), za który Ferguson był współodpowiedzialny (jako pomysłodawca i narrator) otrzymał nagrodę Emmy dla najlepszego programu dokumentalnego.
Wybrane produkcje telewizyjne, których był autorem lub współtwórcą:
- Empire: How Britain Made the Modern World (2003)
- The War of the World (2006)
- The Ascent of Money (2008)
- Civilization: Is the West History? (2011)
- China: Triumph and Turmoil (2012)
- Niall Ferguson's Networld (2020).

## Życie prywatne
Od 2011 roku jest żonaty z aktywistką i byłą polityk Ayaan Hirsi Ali, z którą ma dwójkę dzieci. Zadedykował jej książkę Cywilizacja. Zachód i reszta świata pisząc w przedmowie: "Jest ona [książka] dedykowana komuś, kto najlepiej ze znanych mi osób rozumie, co zachodnia cywilizacja naprawdę znaczy i co wciąż ma światu do zaoferowania". Poprzednią żoną Fergusona (w latach 1994-2011) była brytyjska dziennikarka Susan Douglas, z którego to związku na świat przyszło troje dzieci: Felix, Freya i Lachlan.
W 2018 uzyskał amerykańskie obywatelstwo.

## Wybrane prace
- The Square and the Tower – Networks, Hierarchies and the Struggle for Global Power, Penguin Book, 2017, ISBN 978-0-241-29898-5.
- Kissinger: Volume I: The Idealist, 1923–1968, Penguin Book, 2015, ISBN 978-1594206535.
- War of the World: History’s Age of Hatred, 1914-1989, Allen Lane, 2006 ISBN 0-7139-9708-7.
- 1914: Why the World Went to War, Penguin, 2005. ISBN 0-14-102220-5.
- Colossus: the Rise and Fall of the American Empire, Allen Lane, 2004. ISBN 0-7139-9770-2.
- Empire: The Rise and Demise of the British World Order, Basic Books, 2003. ISBN 0-465-02328-2.
- Jako redaktor i współautor: Virtual History. Alternatives and Counterfactuals, Picador, 1997. ISBN 0-333-64728-9.
- Paper and iron. Hamburg business and German politics in the era of inflation, 1897-1927, Cambridge: University Press 1995.

## Przekłady na język polski
- Imperium. Jak Wielka Brytania zbudowała nowoczesny świat, Beata Wilga, Warszawa: Wydawnictwo Sprawy Polityczne 2007, ISBN 978-83-921906-8-4.
- Kolos. Cena amerykańskiego imperium, przeł. Monika Hartman, Beata Wilga, Warszawa: Wydawnictwo Sprawy Polityczne 2010.
- Potęga pieniądza. Finansowa historia świata, przeł. Tomasz Kunz, Kraków: Wydawnictwo Literackie 2010 (wyd. 2 – 2012).
- Cywilizacja. Zachód i Reszta Świata, przeł. Piotr Szymor, Kraków: Wydawnictwo Literackie 2013 (tytuł oryginału: Civilization. The West and the Rest).
- Niebezpieczne związki. Pieniądze i władza w świecie nowożytnym 1700-2000, przeł. Wojciech Tyszka, Kraków: Wydawnictwo Literackie 2015.
- Dom Rothschildów. Prorocy finansów 1798-1848, przeł. Katarzyna Bażyńska-Chojnacka, Piotr Chojnacki, Kraków: Wydawnictwo Literackie 2016.
- Dom Rothschildów. Bankierzy świata 1849-1999, przeł. Katarzyna Bażyńska-Chojnacka, Piotr Chojnacki, Kraków: Wydawnictwo Literackie 2016.
- Wielka degeneracja. Jak psują się instytucje i umierają gospodarki, przeł. Wojciech Tyszka, Kraków: Wydawnictwo Literackie 2017.
- Rynek i ratusz. O ukrytej sieci powiązań, która rządzi światem. Wydawnictwo Literackie 2020. ISBN 978-83-08-06989-9